# Стрічково-ланцюговий конвеєр
Конвеєр стрічково-ланцюговий (рос. конвейер ленточно-цепной, англ. chain-belt conveyor; нім. Gliederkettenförderer m, Kettengurtförderer m, Kettenbandförderer m) — різновид конвеєра стрічкового, в якому стрічка виконує тільки функції вантажонесучого органу, а тяговим органом слугують один (два) круглоланкові або пластинчаті втулко-роликові ланцюги. 
Виділяють дві основні групи Конвеєра стрічково-ланцюгового: з жорстким з'єднанням ланцюгів зі стрічкою і фрикційним, при якому тяговое зусилля від ланцюгів передається стрічці силами тертя. 
Конвеєр стрічково-ланцюговий може транспортувати насипну масу при кутах нахилу до 30 35о. Мінімальний радіус кривизни Конвеєра стрічково-ланцюгового в плані 4-8 м, шир. стрічкового полотна 650-1000 мм, продуктивність 300-500 т/год. У зв'язку з недоліками — складність конструкції, швидкість руху ланцюгів не вище 1-1,2 м/с, відносно невисока продуктивність і високі експлуатац. витрати, а також з появою високоміцних синтетичних і гумотросових стрічок Конвеєр стрічково-ланцюговий використовуються обмежено. 